# شاهزاده کلاوس (فن آمسبرگ) هلند

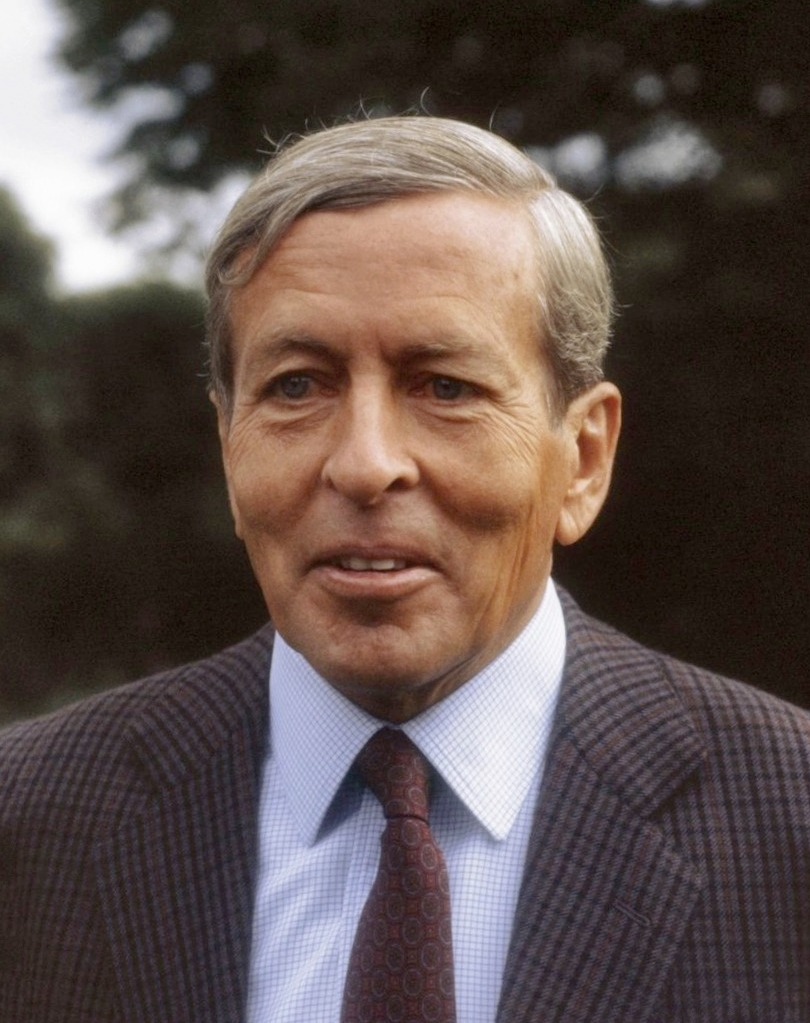
نگاره‌ای از شاهزاده کلاوس، دیپلمات اسبق آلمانی - ۱۹۸۶

شاهزاده کلاوس (نام کامل کلاوس-جرج ویلم اوتو فردریش گرد فن آمسبرگ) دیپلمات اهل آلمان بود. او در ۶ سپتامبر ۱۹۲۶ در شهر هیتس‌آکر آلمان به دنیا آمد و در ۶ اکتبر ۲۰۰۲ در سن ۷۶ سالگی از دنیا رفت. او از ۱۹۶۶ تا زمان مرگ همسر ملکه بئاتریکس بود و سه فرزند داشت. پسر وی ویلم الکساندر پادشاه هلند است.